# Kanton Fontenay-le-Comte
Der Kanton Fontenay-le-Comte ist seit 1790 ein französischer Wahlkreis im Arrondissement Fontenay-le-Comte, im Département Vendée und in der Region Pays de la Loire; sein Hauptort ist Fontenay-le-Comte.

## Gemeinden
Der Kanton besteht aus 28 Gemeinden mit insgesamt 43.727 Einwohnern (Stand: 1. Januar 2022) auf einer Gesamtfläche von 561,88 km²:
| Gemeinde                  | Einwohner 1. Januar 2022 | Fläche km² | Dichte Einw./km² | Code INSEE | Postleitzahl |
| ------------------------- | ------------------------ | ---------- | ---------------- | ---------- | ------------ |
| Auchay-sur-Vendée         | 1.118                    | 21,16      | 53               | 85009      | 85200        |
| Benet                     | 4.059                    | 50,01      | 81               | 85020      | 85490        |
| Bouillé-Courdault         | 595                      | 9,73       | 61               | 85028      | 85420        |
| Damvix                    | 731                      | 11,66      | 63               | 85078      | 85420        |
| Doix lès Fontaines        | 1.757                    | 23,87      | 74               | 85080      | 85200        |
| Faymoreau                 | 205                      | 10,99      | 19               | 85087      | 85240        |
| Fontenay-le-Comte         | 13.806                   | 34,05      | 405              | 85092      | 85200        |
| Foussais-Payré            | 1.176                    | 34,42      | 34               | 85094      | 85240        |
| L’Orbrie                  | 801                      | 9,63       | 83               | 85167      | 85200        |
| Le Langon                 | 1.050                    | 23,74      | 44               | 85121      | 85370        |
| Le Mazeau                 | 457                      | 8,23       | 56               | 85139      | 85420        |
| Les Velluire-sur-Vendée   | 1.366                    | 26,49      | 52               | 85177      | 85770        |
| Liez                      | 296                      | 8,38       | 35               | 85123      | 85420        |
| Longèves                  | 1.360                    | 11,72      | 116              | 85126      | 85200        |
| Maillé                    | 757                      | 17,66      | 43               | 85132      | 85420        |
| Maillezais                | 895                      | 20,33      | 44               | 85133      | 85420        |
| Mervent                   | 1.073                    | 22,23      | 48               | 85143      | 85200        |
| Montreuil                 | 820                      | 12,03      | 68               | 85148      | 85200        |
| Pissotte                  | 1.144                    | 11,96      | 96               | 85176      | 85200        |
| Puy-de-Serre              | 318                      | 13,81      | 23               | 85184      | 85240        |
| Rives-d’Autise            | 2.054                    | 31,91      | 64               | 85162      | 85240, 85420 |
| Saint-Hilaire-des-Loges   | 1.904                    | 35,20      | 54               | 85227      | 85240        |
| Saint-Martin-de-Fraigneau | 802                      | 13,56      | 59               | 85244      | 85200        |
| Saint-Michel-le-Cloucq    | 1.263                    | 17,69      | 71               | 85256      | 85200        |
| Saint-Pierre-le-Vieux     | 924                      | 23,19      | 40               | 85265      | 85420        |
| Saint-Sigismond           | 424                      | 10,46      | 41               | 85269      | 85420        |
| Vix                       | 1.829                    | 28,53      | 64               | 85303      | 85770        |
| Xanton-Chassenon          | 743                      | 19,24      | 39               | 85306      | 85240        |
| Kanton Fontenay-le-Comte  | 43.727                   | 561,88     | 78               | 8505       | –            |

Bis zur landesweiten Neugliederung der Kantone im März 2015 bestand der Kanton Fontenay-le-Comte aus den elf Gemeinden Auchay-sur-Vendée, Chaix, Fontaines, Fontenay-le-Comte, L’Orbrie, Le Langon, Le Poiré-sur-Velluire, Longèves, Montreuil, Pissotte und Velluire. Sein Zuschnitt entsprach einer Fläche von 161,34 km2. Er besaß vor 2015 einen anderen INSEE-Code als heute, nämlich 8507.

## Veränderungen im Gemeindebestand seit der landesweiten Neuordnung der Kantone
2019:
- Fusion Le Poiré-sur-Velluire und Velluire → Les Velluire-sur-Vendée
- Fusion Nieul-sur-l’Autise und Oulmes → Rives-d’Autise

2017: Fusion Auzay und Chaix → Auchay-sur-Vendée
2016: Fusion Doix und Fontaines → Doix lès Fontaines

## Bevölkerungsentwicklung
| 1962   | 1968   | 1975   | 1982   | 1990   | 1999   | 2009   |
| ------ | ------ | ------ | ------ | ------ | ------ | ------ |
| 17.539 | 18.686 | 21.182 | 22.051 | 21.547 | 21.186 | 22.516 |